# LG G Pro Lite
LG G Pro Lite — смартфон, разработанный и произведенный LG Electronics. Об этом было объявлено 10 октября 2013 года, и он стал доступен в ноябре 2013 года.

## Аппаратное обеспечение

### Процессор
LG G Pro Lite оснащен SoC MediaTek MT6577 с двухъядерным процессором ARM Cortex-A9 с тактовой частотой 1,0 ГГц. Он также оснащен графическим процессором PowerVR SGX531, работающим на частоте 200 МГц.

### Память
LG G Pro Lite имеет 1 ГБ оперативной памяти и 4 ГБ встроенной памяти, которую можно расширить с помощью карты microSD до 32 ГБ.

### Экран
Телефон оснащен 5,5-дюймовым ЖК-дисплеем IPS с разрешением 540 x 960 и отображением 16 миллионов цветов при плотности пикселей ~ 200 PPI.

### Камеры
LG G Pro Lite имеет 8-мегапиксельный датчик камеры с задней подсветкой и одинарную светодиодную вспышку. Телефон также способен записывать видео FullHD 1080p со скоростью 30 кадров в секунду. Телефон также оснащен фронтальной камерой 1,3 Мп, способной записывать видео HD 720p со скоростью 30 кадров в секунду. Камера поддерживает цифровой зум до 8-кратного увеличения.

### Батарея
LG G Pro Lite питается от стандартной литий-полимерной батареи емкостью 3140 мАч.

### Функции и услуги программного обеспечения
LG G Pro Lite работает под управлением операционной системы Google Android 4.4.2 KitKat с оболочкой LG Optimus UI 3.0.

## Критический прием
LG G Pro Lite получил в целом положительные отзывы. CNET рассмотрел его как так себе устройство, предназначенное для бюджетного рынка. PhoneArena оценила его как отличное устройство, за исключением разрешения экрана, которое кажется посредственным по сравнению с конкурентами.